# Šintoistična arhitektura
| A massha | Kamnita svetilka (tōrō) | Kitano Tenman-gūjev Karamon (kitajski slog vrat) |

| Sandō | Kamosu džindžajev honden | Čigi in kacuogi na strehi svetišča |

Šintoistična arhitektura je arhitektura japonskih šintoističnih svetišč.
Z nekaj izjemami, kot sta Veliko svetišče Ise in Izumo taiša, so bila šintoistična svetišča pred budizmom večinoma začasne strukture, postavljene za določen namen. Budizem je na Japonsko prinesel zamisel o stalnih svetiščih in prisotnost verand, kamnitih luči (toro) in okrašenih vrat so nekateri, ki se uporabljajo tako v šintoističnem svetišču kot v budističnem templju.
Sestava šintoističnega svetišča je izjemno spremenljiva in nobena od možnih značilnosti ni nujno prisotna. Celo honden ali svetišče, del, v katerem so kami in ki je osrednji del svetišča, lahko manjka. Ker pa so njegova zemljišča sveta, so običajno obdana z ograjo iz kamna ali lesa, imenovano tamagaki, medtem ko je dostop omogočen s pristopom - potjo, imenovano sandō. Sami vhodi so nakazani z vrati, imenovanimi tori, ki so torej najpreprostejši način za identifikacijo šintoističnega svetišča.
Svetišče lahko na svojem ozemlju vključuje več struktur, od katerih je vsaka namenjena drugačnemu namenu. Med njimi so honden ali svetišče, kjer so posvečeni kamiji, heiden ali glavna molitvena dvorana, kjer se darujejo daritve in molitve, in haiden ali bogoslužna dvorana, kjer so lahko sedeži za častilce. Honden je stavba, ki vsebuje šintai, dobesedno »sveto telo kamija«. Od teh je le haiden odprt za laike. Honden je za haidenom in je običajno veliko manjši in neokrašen. Druge pomembne značilnosti svetišča so temizuja, vodnjak, kjer si obiskovalci očistijo roke in usta in šamušo (社務所), urad, ki nadzoruje svetišče. Svetišča so lahko zelo velika, kot je na primer svetišče Ise, ali majhna kot čebelji panj, kot je v primeru hokore, majhnih svetišč, ki jih pogosto najdemo ob cestah.
Pred prisilno ločitvijo šintoizma in budizma (Šinbucu bunri) ni bilo nenavadno, da je bil budistični tempelj zgrajen znotraj ali poleg svetišča ali nasprotno, da je svetišče vključevalo budistične podtemplje (Šinbucu šūgō). Če je bilo svetišče tudi budistični tempelj, so ga imenovali džingu-dži. Istočasno so templji po vsej državi sprejeli skrbniške kamije (čindžu (鎮守/鎮主) in zgradili tempeljska svetišča, imenovana čindžuša, da bi jih nastanili. Po prisilni ločitvi budističnih templjev in šintoističnih svetišč, ki jo je ukazal nova oblast v obdobju Meidži je bila povezava med verama uradno prekinjena, a se je v praksi kljub temu nadaljevala.

## Izvor svetišč
Praksa označevanja svetih območij se je začela na Japonskem že v obdobju Jajoi (od približno 500 pr. n. št. do 300 n. št.), ki izvira iz prvotnih šintoističnih načel. Značilnosti v pokrajini, kot so skale, slapovi, otoki in še posebej gore, so bili kraji, za katere se je verjelo, da lahko pritegnejo kami in so jih kasneje častili kot joriširo. Prvotno so bili sveti kraji morda preprosto označeni z obdajajočo ograjo in vhodnimi vrati ali toriji. Kasneje so bile zgrajene začasne stavbe, podobne današnjim prenosnim svetiščem  za dobrodošlico bogovom na svetem mestu. Sčasoma so se začasne strukture razvile v stalne strukture, ki so bile posvečene bogovom. Starodavna svetišča so bila zgrajena v skladu s slogom bivališč (Izumo taiša) ali skladišč (Veliko svetišče Ise). Stavbe so imele dvokapne strehe, dvignjena tla, stene iz desk in so bile krite s slamo, trstiko ali prekrite z lubjem hinoki ciprese. Takšna zgodnja svetišča niso vključevala prostora za bogoslužje. Obstajajo tri pomembne oblike arhitekturnih slogov starodavnih svetišč: taiša-zukuri, šinmei-zukuri in sumijoši-zukuri. Ponazarjajo jih Izumo taiša, svetišče Nišina Šinmei in Sumijoši taiša in datirajo pred letom 552. Po tradiciji Šikinen sengū-sai (式年遷宮祭) so bile stavbe ali svetišča zvesto prezidane v rednih intervalih ob upoštevanju prvotne zasnove. Na ta način so se starodavni slogi posnemali skozi stoletja do danes.

## Skupne značilnosti
Sledi diagram, ki prikazuje najpomembnejše elemente šintoističnega svetišča:
1. Tori – šintoistična vrata
2. Kamnite stopnice
3. Sando – pristop (pot) do svetišča
4. Čozuja ali temizuja – vodnjak za čiščenje rok in obraza
5. Toro – okrasne kamnite svetilke
6. Kagura-den – stavba, posvečena Nohu ali kagura šintoistični obredni ples
7. Šamušo – upravni urad svetišča
8. Ema – lesene tablice z molitvami ali željami
9. Sesša/masša – majhna pomožna svetišča
10. Komainu – tako imenovani levji psi, varuhi svetišča
11. Haiden – oratorij ali bogoslužna dvorana
12. Tamagaki – ograja, ki obdaja honden
13. Honden – glavna dvorana, v kateri so kami

Na strehi haidena in hondena je viden čigi (razcepljena streha) in kacuogi (kratek vodoraven hlod), oba običajna okraska za svetišča.

### Vrata (tori)
Tori so vrata, ki označujejo vhod v sveto območje, običajno, vendar ne nujno, svetišče. Svetišče ima lahko poljubno število torijev (Fušimi Inari taiša jih ima na tisoče) iz lesa, kamna, kovine, betona ali katerega koli drugega materiala. Najdemo jih lahko na različnih mestih znotraj območja svetišča, ko pomenijo povečano raven svetosti.
Torije lahko pogosto najdemo tudi v budističnih templjih, vendar so sprejet simbol šintoizma in se kot taki uporabljajo za označevanje svetišč na zemljevidih.
Izvor torijev je nejasen in nobena obstoječa teorija ni bila sprejeta kot veljavna. Morda na primer izvirajo iz Indije kot izpeljanka vrat torana v samostanu Sanči, ki je v osrednji Indiji.

### Pot (sandō)
Sandō je pot, ki se približuje šintoističnemu svetišču ali budističnemu templju. Njena izvorna točka je običajno v prvem primeru obkrožena s šintoističnimi toriji, v drugem z budističnimi sanmoni, vrati, ki označujejo začetek ozemlja svetišča ali templja. Na kateri koli točki njenega poteka so lahko tudi kamnite svetilke in drugi okraski. Sandō je lahko več kot en, v tem primeru se glavni imenuje omote-sandō ali sprednji sandō, ura-sandō ali zadnji sandō itd.

### Vodnjak (čōzuja)
Pred vstopom v svetišče naj bi si obiskovalci umili roke in usta pri za to zgrajenem vodnjaku, imenovanem čōzuja ali temizuja.

### Varuhi levji psi (komainu)
Dva leva pred svetiščem sta pravzaprav psa čuvaja, imenovana komainu (狛犬). Tako so jih imenovali, ker so mislili, da so jih na Japonsko prinesli iz Kitajske prek Koreje, njihovo ime pa izhaja iz Koma (高麗), japonskega izraza za korejsko kraljestvo Kogurjo. Sta skoraj enaka, le da ima eden odprta usta, drugi zaprta. To je zelo pogost vzorec v parih kipov v templjih in svetiščih in ima pomemben simbolni pomen. Odprta usta izgovarjajo prvo črko sanskrtske abecede (a), zaprta pa zadnjo (um), kar predstavlja začetek in konec vseh stvari. Tisti z odprtimi usti se imenuje šiši (獅子), drugi komainu, ime, ki se je čez čas začelo uporabljati za obe živali.[15]

### Bogoslužna dvorana (haiden)
Haiden je bogoslužna dvorana ali oratorij svetišča. Običajno je postavljena pred glavnim svetiščem svetišča (honden) in je pogosto zgrajena v večjem obsegu kot slednja. Haiden je s hondenom pogosto povezana s heidenom ali glavno molitveno dvorano. Medtem ko je honden prostor za uveljavljene kamije in je prepovedan za širšo javnost, haiden zagotavlja prostor za obrede in čaščenje kamijev.

### Glavna molitvena dvorana (heiden)
Heiden je del svetišča, ki se uporablja za hrambo daril in je običajno sestavljen iz dela, ki povezuje honden in haiden. Lahko se imenuje tudi čūden (中殿) ali drugače, njegov položaj pa se lahko včasih razlikuje. Kljub imenu se danes uporablja predvsem za obrede.

### Svetišče (honden)
Honden, imenovan tudi šinden (神殿), je najsvetejša stavba svetišča, namenjena izključno uporabi svetišča kami. Kami, ki je sam po sebi breztelesen, je običajno fizično predstavljen z ogledalom ali včasih s kipom. Stavba je običajno v zadnjem delu svetišča in zaprta za širšo javnost. 

### Drugi elementi

#### Hokora
Hokora ali hokura je zelo majhno šintoistično svetišče, ki ga najdemo na obrobju večjega svetišča in je posvečeno ljudskim kamijem ali pa na ulici, v katerem so kamiji, ki niso pod jurisdikcijo nobenega velikega svetišča. Dōsodžin, manjši kami, ki ščiti popotnike pred zlimi duhovi, je lahko na primer zapisan v hokori. 

#### Sesša, masša
Sesša (摂社, pomožno svetišče) in maša (末社, oddelek svetišča), imenovano tudi eda-mija (枝宮, oddelek svetišča) sta majhni ali miniaturni svetišči, ki imata globoko zgodovinsko povezavo s pomembnejšim svetiščem ali s kami ter vsebuje in spada pod jurisdikcijo tega svetišča. Izraza sta imela včasih različen pomen, danes pa ju je treba obravnavati kot sopomenki. Zaradi tega se tovrstno svetišče zdaj včasih imenuje secumacuša (摂末社).

## Najpogostejši slogi svetišč
Stavbe svetišč imajo lahko veliko različnih osnovnih tlorisov, ki so običajno poimenovane bodisi po hondenu slavnega svetišča (npr. hijoši-zukuri, poimenovano po svetišču Hijoši taiša v kraju Ōcu, prefektura Šiga) ali strukturni značilnosti (npr. irimoja-zukuri, po dvokapni strehi, ki jo ima). Pripona -zukuri v tem primeru pomeni »struktura«.)
Streha hondena je vedno dvokapna, nekateri slogi pa imajo tudi verandi podoben prehod, imenovan hisaši (1 ken širok hodnik, ki obkroža eno ali več strani jedra svetišča ali templja). Med dejavniki, vključenimi v razvrstitev, so pomembni prisotnost ali odsotnost:
- hirairi ali hirairi-zukuri (平入・平入造) – slog gradnje, pri katerem ima stavba glavni vhod na strani, ki poteka vzporedno s slemenom strehe (stran brez dvokapnice). Temu tipu pripadajo šinmei-zukuri, nagare-zukuri, hačiman-zukuri in hie-zukuri.
- cumairi ali cumairi-zukuri (妻入・妻入造) – slog gradnje, pri katerem ima stavba glavni vhod na eni ali obeh zatrepnih strani. Tej vrsti pripadajo taiša-zukuri, sumijoši-zukuri, ōtori-zukuri in kasuga-zukuri.

- Hirairi slog: vhod je na nezatrepni strani
- Cumairi slog: vhod na zatrepni strani

Pomembna so tudi razmerja. Stavba določenega sloga mora pogosto imeti določena razmerja, merjena v kenih (razdalja med stebri, spremenljiva količina od enega svetišča do drugega ali celo znotraj istega svetišča).
Najstarejši slogi so cumairi šinmei-zukuri, taiša-zukuri in sumihjoši-zukuri, za katere se verjame, da so nastali pred prihodom budizma.
Najpogostejša sta hirairi nagare-zukuri in cumairi kasuga-zukuri. Večja, pomembnejša svetišča imajo ponavadi edinstven slog.

### Nagare-zukuri
Nagare-zukuri (流造, poenostavljen slog strehe) ali nagare hafu-zukuri (流破風造, poenostavljen zatrepni slog) je slog, za katerega je značilna zelo asimetrična dvokapna streha (kirizuma-jane (切妻屋根) v japonščini), ki štrli navzven na ne – zatrepni strani, nad glavnim vhodom, ki tvori portik. To je značilnost, zaradi katere je slog dobil ime, najpogostejši med svetišči po vsej državi.
Včasih je osnovna postavitev, ki jo sestavlja dvignjeno jedro (母屋, moja), delno obdano z verando, imenovano hisaši (vse pod isto streho), spremenjena z dodatkom prostora pred vhodom. Honden se razlikuje po dolžini grebena strehe od 1 do 11 ken, vendar nikoli ni 6 ali 8 ken. Najpogostejši velikosti sta 1 in 3 ken. Najstarejše svetišče na Japonskem, Udžigami v mestu Udži, Kjoto, ima honden te vrste. Njegove zunanje mere so 5x3 ken, znotraj pa je sestavljen iz treh svetišč (内殿, naiden), od katerih vsako meri 1 ken.

### Kasuga-zukuri
Kasuga-zukuri (春日造) je kot slog je dobil ime po hondenu v Kasuga taiša. Zanj je značilna izredna majhnost objekta, velikosti le 1x1 ken,  prevedeno v 1,9 m x 2,6 m. Streha je dvokapna z enim vhodom na zatrepnem koncu, okrašena s čigi in kacuogi, prekrita z lubjem ciprese in zakrivljena navzgor na napušču. Nosilne konstrukcije so pobarvane v barvo vermilion, stene iz desk pa so bele.
Za Nagare-zukuri je to najpogostejši slog, z večino primerov v regiji Kansai okoli Nare.

## Drugi slogi
Sledi seznam drugih slogov (po abecednem vrstnem redu). Mnogi so redki, nekateri edinstveni. Večina se ukvarja s strukturo ene same stavbe, drugi, na primer slog iši-no-ma-zukuri, namesto tega opredeljujejo razmerje med strukturami členov. V tem primeru lahko ista stavba spada v dve ločeni klasifikaciji. Na primer, honden in haiden v Osaki Hačimangū  v Aoba-ku, prefektura Mijagi, sta enonadstropni stavbi irimoja-zukuri. Ker sta povezana s prehodom, imenovanim iši-no-ma in pokrita z eno samo streho, pa je kompleks razvrščen kot pripadajoč slogu iši-no-ma-zukuri (imenovan tudi gongen-zukuri).

### Gongen-zukuri
Ime izvira iz Niko Tošo-gu v Nikō, ker vsebuje Tōšō daigongen (božanstvo Tokugava Iejasu). Skupaj s svetiščem Futarasan in Rinnō-dži tvori svetišča in templje v Niko, ki so na Unescovem seznamu svetovne dediščine, z 42 strukturami svetišča, vključenih v nominacijo.

### Hačiman-zukuri
Hačiman-zukuri (八幡造) je slog, ki se uporablja v svetiščih Hačiman, v katerem sta dve vzporedni strukturi z dvokapnimi strehami povezani na nezatrepni strani in tvorita eno stavbo, ki, gledano s strani, daje vtis dveh. Sprednja struktura se imenuje gaiden (外殿, zunanje svetišče), zadnja naiden (内殿, notranje svetišče), skupaj pa tvorita honden. Na sredini zatrepne stranice so vhodi. Na splošno je zadnja struktura 3x2 ken, sprednja pa 3x1.
Prostor med obema strukturama je širok en ken in tvori sobo, imenovano ai-no-ma (相の間). Dejanska širina in višina te sobe se razlikujeta glede na svetišče.
Ohranjena primera sta svetišče Usa džingū in Ivašimizu Hačiman-gū. Ta slog, od katerega je ohranjenih le pet primerov iz obdobja Edo, je lahko budističnega izvora, saj nekatere budistične stavbe kažejo enako delitev. Na primer, Todai-džijev hoke-dō (dvorana Lotusove sutre) je razdeljena na dva dela spredaj in zadaj. Strukturne podrobnosti prav tako kažejo močno povezavo s slogom obdobja Heian, imenovanim šinden-zukuri, ki se uporablja v aristokratskih rezidencah. Drug možen izvor tega sloga so morda zgodnje palače, za katere je znano, da so imele vzporedne grebene na strehi.

### Hijoši-zukuri
Hijoši-zukuri / hie-zukuri (日吉造), imenovan tudi šōtei-zukuri / šōtai-zukuri (聖帝造) ali sanō-zukuri (山王造), je redek slog, ki ga trenutno najdemo le v treh primerih, vse pri Hijoši taiša v Ōcuju, prefektura Šiga. To sta vzhodni in zahodni honden Hon-gū (本殿本宮) in sesša Usa Džingū honden (摂社宇佐神宮本殿).
Stavba je sestavljena iz 3x2 ken jedra, imenovanega moja, ki ga na treh straneh obdaja 1-ken širok hisaši, skupaj 5x3 ken (glej fotografijo). Tristranski hisaši je edinstven in značilen za ta slog. Dvokapna streha se razprostira v majhnih portikih na sprednji in obeh zatrepnih stranicah. Streha na zadnji strani ima svojevrstno in značilno obliko.

### Irimoja-zukuri
Irimoja-zukuri (入母屋造, dobesedno slog dvokapne strehe z zatrepom) je slog honden z dvokapno streho, z enim ali dvema zatrepoma, in je uporabljen na primer v honden Kitano tenman-gū. Slog je kitajskega izvora in je na Japonsko prišel skupaj z budizmom v 6. stoletju. Prvotno so ga uporabljali v Kon-dō in Kō-dō (predavalnicah) budističnih templjev, kasneje pa so ga začeli uporabljati tudi v svetiščih, v japonskem srednjem veku.
Ime izhaja iz dvokapne strehe z zatrepom (入母屋屋根, irimoja jane). Na Japonskem je zatrep tik nad robom svetišča moja, medtem ko bok pokriva hisaši. V laični arhitekturi se pogosto imenuje samo moja-zukuri. Ohranjena primera sta svetišče Mikami v prefekturi Šiga in svetišče Jasaka v Kjotu.

### Iši-no-ma-zukuri
Iši-no-ma-zukurišš (石の間造), imenovan tudi ššgongen-zukurišš (権現造), jacumune-zukuri (八棟造) in mijadera-zukuri (宮寺造), je ime kompleksne strukture svetišča, v katerem sta haiden ali bogoslužna dvorana in honden ali glavno svetišče med seboj povezana pod isto streho v obliki črke H.
Povezovalni prehod se lahko imenuje ai-no-ma (相の間), iši-no-ma (石の間) ali čūden (中殿, vmesna dvorana). Tla v vsaki od treh dvoran so lahko na različnih nivojih. Če je ai-no-ma tlakovana s kamni, se imenuje iši-no-ma, od koder izvira ime sloga. Lahko pa je tlakovana z deskami ali tatamijem. Njegova širina je pogosto enaka hondenovi, pri čemer je haiden od enega do treh kenov širši.
Eden najstarejših primerov je Kitano Tenman-gū v Kjotu. Ime gongen-zukuri izhaja iz Nikō Tōšō-gū v Niku, ki vsebuje Tōšō Daigongen (Tokugava Iejasu) in prevzema to strukturo.

### Kibicu-zukuri
Main article: Kibitsu-zukuri
Kibicu-zukuri (吉備津造), kibi-zukuri (吉備造) ali hijoku irimoja-zukuri (入母屋造) je slog, za katerega so značilni štirje mansardni zatrepi, dva na stransko stran, na strehi zelo velikega hondena (svetišča). Zatrepi so postavljeni pravokotno na glavno strešno sleme, honden pa je del enotnega kompleksa, ki vključuje tudi haiden (bogoslužna dvorana). Svetišče Kibicu v Okajami v prefekturi Okajama na Japonskem je edini primer tega sloga.

### Misedana-zukuri
Misedana-zukuri (見世棚造 ali 店棚造, slog izložbe) ima svoje ime zaradi dejstva, da v nasprotju z drugimi slogi svetišč nima stopnišča na vhodu in je veranda popolnoma ravna. Običajno se uporablja le v sesša in masša, majhnih svetiščih 1 ken, ki jih včasih najdemo v večjih prostorih. Lahko pa so majhna kot čebelji panji ali razmeroma velika in imajo 1x2, 1x3 ali celo, v enem primeru, 1x7 odprtin. Razen pomanjkanja stopnišča takšna svetišča pripadajo slogom nagare-zukuri ali kasuga-zukuri in imajo vhod na strani brez zatrepa (hirairi) ali strani z zatrepom (cumairi).

### Ōtori-zukuri
Ōtori-zukuri' (大鳥造) je slog cumairi, poimenovan po Ōtori taiša v Osaki. Njegovo nadstropje je dvignjeno in velikosti 2x2 ken, brez verande ali ograj. Zdi se, da ima ta slog enak izvor kot starodavna sloga sumijoši- in taiša-zukuri, ki jima je podoben, odsotnost verande pa je morda posledica uporabe zemeljskih tal, ki se še vedno uporabljajo v nekaterih svetiščih. Notranjost je razdeljena na dva dela, naidžin (notranja komora) in gedžin (zunanja komora). Streha je prekrita s skodlami iz lubja ciprese in ima visoko sleme z okrasno in ne funkcionalno vlogo. Pri napušču se ne ukrivlja navzgor, deske pa so enostavne in ravne. Prisotni so Čigi in trije kacuogi.

### Ovari-zukuri
Ovari-zukuri (尾張造) je zapleten slog, ki ga najdemo v velikih svetiščih v nekdaj imenovani provinci Ovari blizu Nagoje. V istem kompleksu je veliko struktur, med njimi honden, haiden, curivata-rō (viseči prehod), jocuašimon (vrata, zgrajena s štirimi stebri) in druge stavbe. Ohranjeni primeri tega sloga so svetišče Ovari Ōkunitama in svetišče Cušima. 

### Preprosta postavitev svetišča brezhondena
Ta slog je redek, a zgodovinsko pomemben. Edinstven je tudi po tem, da manjka honden, ki je običajno središče svetišča. Menijo, da tovrstna svetišča spominjajo na to, kakšna so bila svetišča v prazgodovini. Prva svetišča niso imela hondena, ker je bila šintai ali predmet čaščenja gora, na kateri so stala. Ohranjen primer je svetišče Ōmiva v Nari, ki še nima hondena. Območje blizu haidena (dvorana za bogoslužje), sveta in tabu, ga nadomesti za čaščenje. Drug pomemben primer tega sloga je svetišče Futarasan blizu Nika, katerega šintai je gora Nantai.

### Rjōnagare-zukuri
Rjōnagare-zukuri (両流造, slog dvojnega toka) je razvoj nagare-zukurija, pri katerem se streha spušča navzdol in tvori portik na obeh straneh brez zatrepov. Primera sta honden v svetišču Icukušima in Macuo taiša.

### Šinmei-zukuri
Šinmei-zukuri (神明造) je starodavni slog, značilen in najpogostejši v Velikem svetišču Ise, najsvetejšem med šintoističnimi svetišči. Najpogostejši je v prefekturi Mie. Zanj je značilna izredna preprostost, njegove osnovne značilnosti pa so vidne v japonski arhitekturi od obdobja Kofun (250–538 n. št.) dalje in velja za vrhunec japonske tradicionalne arhitekture. Honden, zgrajen iz skobljanega neobdelanega lesa, je velik bodisi 3x2 ken ali 1x1ken, ima dvignjen pod, dvokapno streho z vhodom na eni strani zatrepa, brez zakrivljenosti navzgor na napušču in okrasna debla, imenovana čigi in kacuogi, ki štrlijo iz slemena strehe. Najstarejši obstoječi primer je svetišče Nišina Šinmei, svetišče, po katerem je slog dobil ime. 

### Sumijoši-zukuri
Sumijoši-zukuri (住吉造) ima svoje ime po hondenu v Sumijoši-taiša v [[Osaka|Osaki]g. Stavba je široka 4 kene in globoka 2 kena ter ima vhod pod zatrepom  Njena notranjost je razdeljena na dva dela, enega spredaj (gedžin (外陣)) in enega zadaj (naidžin (内陣)) z enim samim vhodom spredaj. Konstrukcija je preprosta, vendar so stebri pobarvani v cinober, stene pa v belo.
Slog naj bi izviral iz arhitekture stare palače. Drug primer tega sloga je Sumijoši džindža, del kompleksa Sumijoši Sandžin v prefekturi Fukuoka. V obeh primerih, kot v mnogih drugih, ni verande.

### Taiša-zukuri
Taiša-zukuri ali Ōjaširo-zukuri (大社造) je najstarejši slog svetišča, ime je dobil po Izumo taiša in ima, tako kot Veliko svetišče Ise, čigi00 in kacuogi ter arhaične značilnosti, kot so stebri na zatrepu in en sam osrednji steber (šin no mihašira). Ker so tla dvignjena na kolih, se domneva, da izvira iz kašč z dvignjenimi tlemi, podobnih tistim v Toro v prefekturi Šizuoka.
Honden ima običajno 2x2 ken odtis (12,46x12,46 m v primeru Izumo taiša), z vhodom na zatrepu. Stopnice so pokrite s streho iz lubja ciprese. Najstarejši ohranjeni primer sloga je honden Kamosuja džindže v prefekturi Šimane, zgrajen v 16. stoletju.

## Galerija
- Kovinski tori
- Sandō
- Temizuja
- Komainu
- Izumo taiša - honden
- Hanazono Jinja - haiden
- Kasuga taiša - heiden
- Slog Hirairi: vhod na strani brez zatrepa
- Tipična oblika hrbtne strani strehe Hiyoshi-zukuri
- Hokora
- Ōtori-zukuri
- Ōtori taiša - honden
- Nekaj  secumacuša
- Šinmei-zukuri
- Sumijoši-zukuri
- Taiša-zukuri, Izumo taiša